# Caprella mutica
Caprella mutica är en kräftdjursart som beskrevs av Schurin 1935. Caprella mutica ingår i släktet Caprella och familjen Caprellidae. Arten har ej påträffats i Sverige. Inga underarter finns listade i Catalogue of Life.

## Bildgalleri

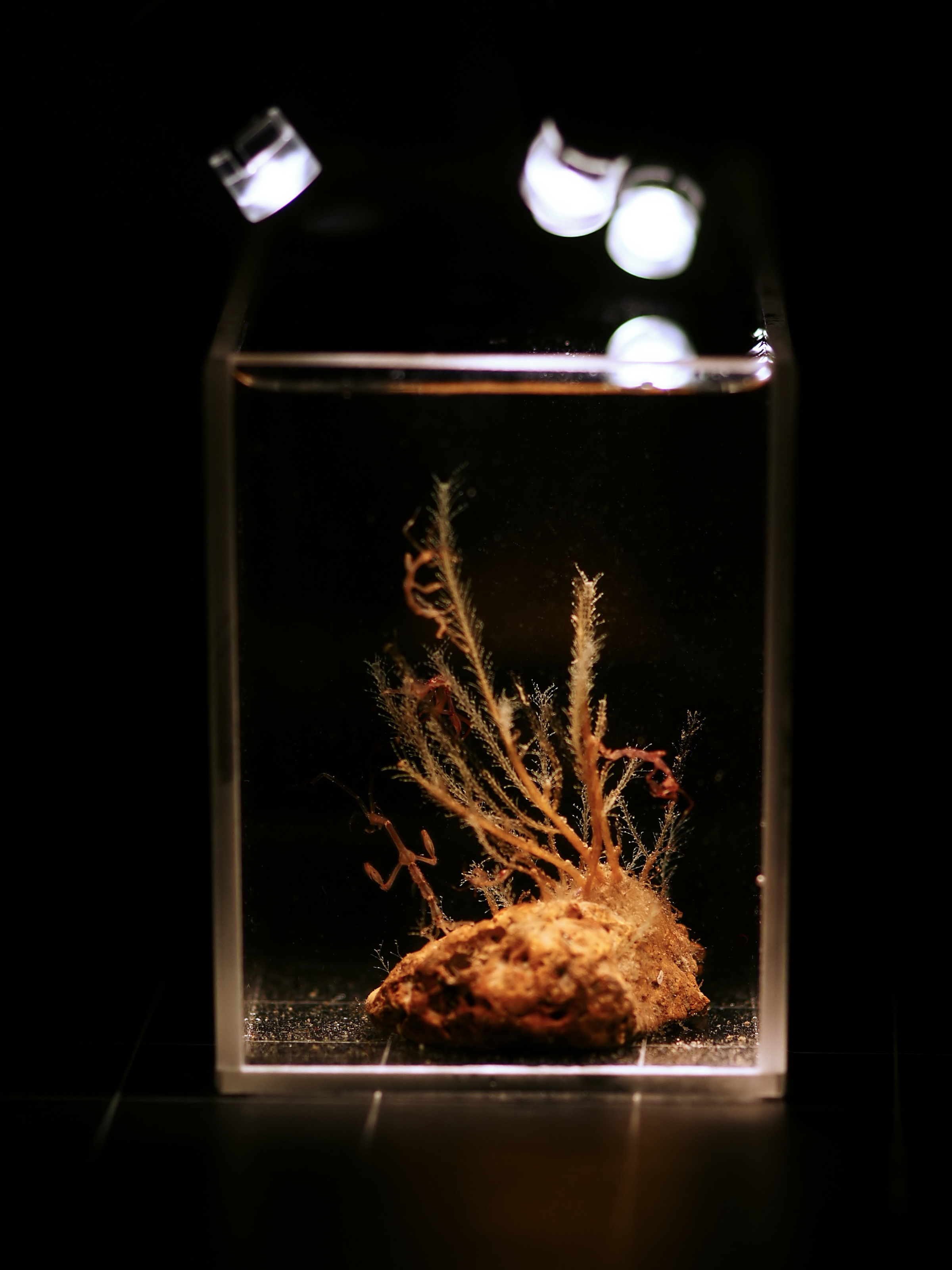
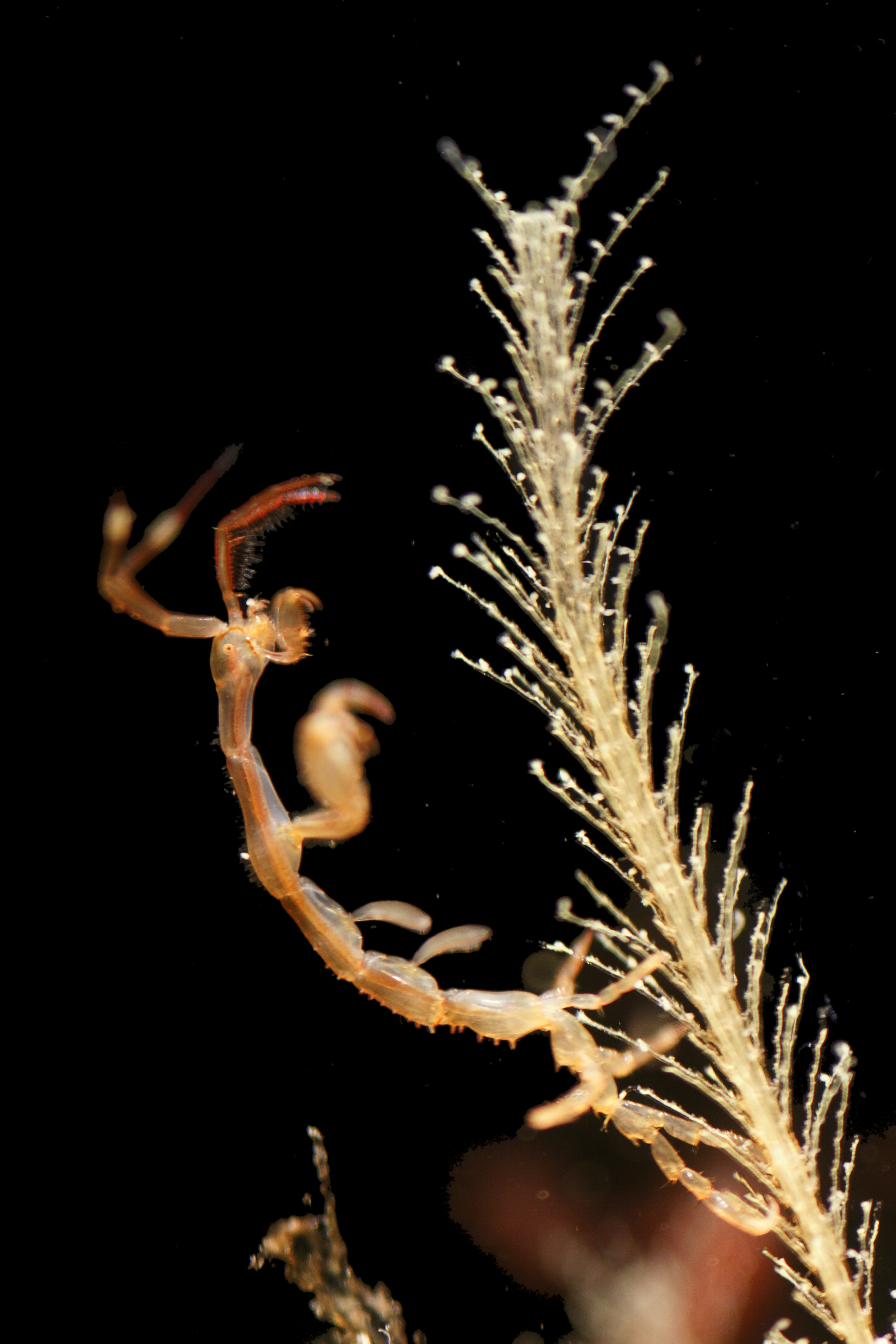
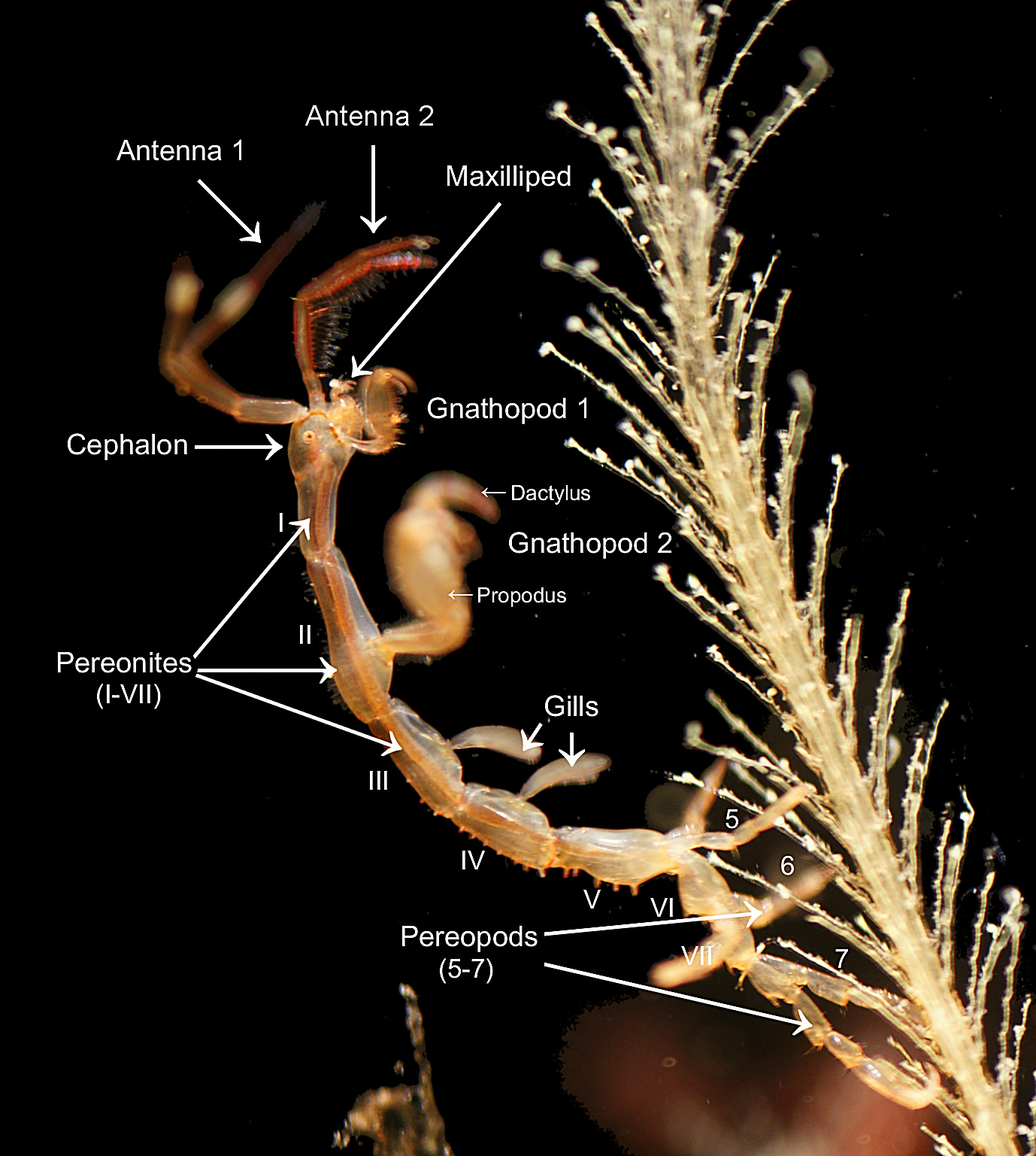
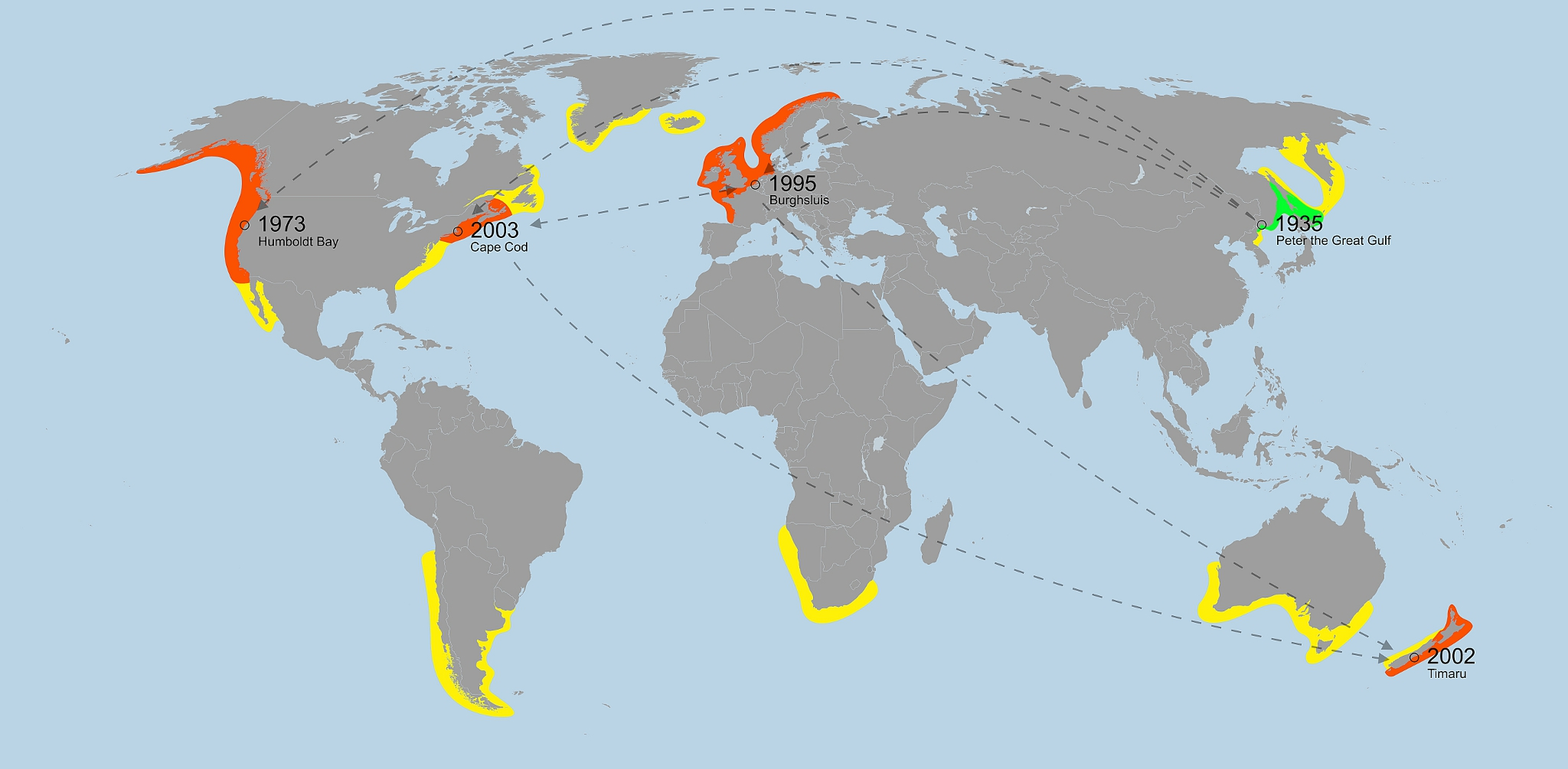
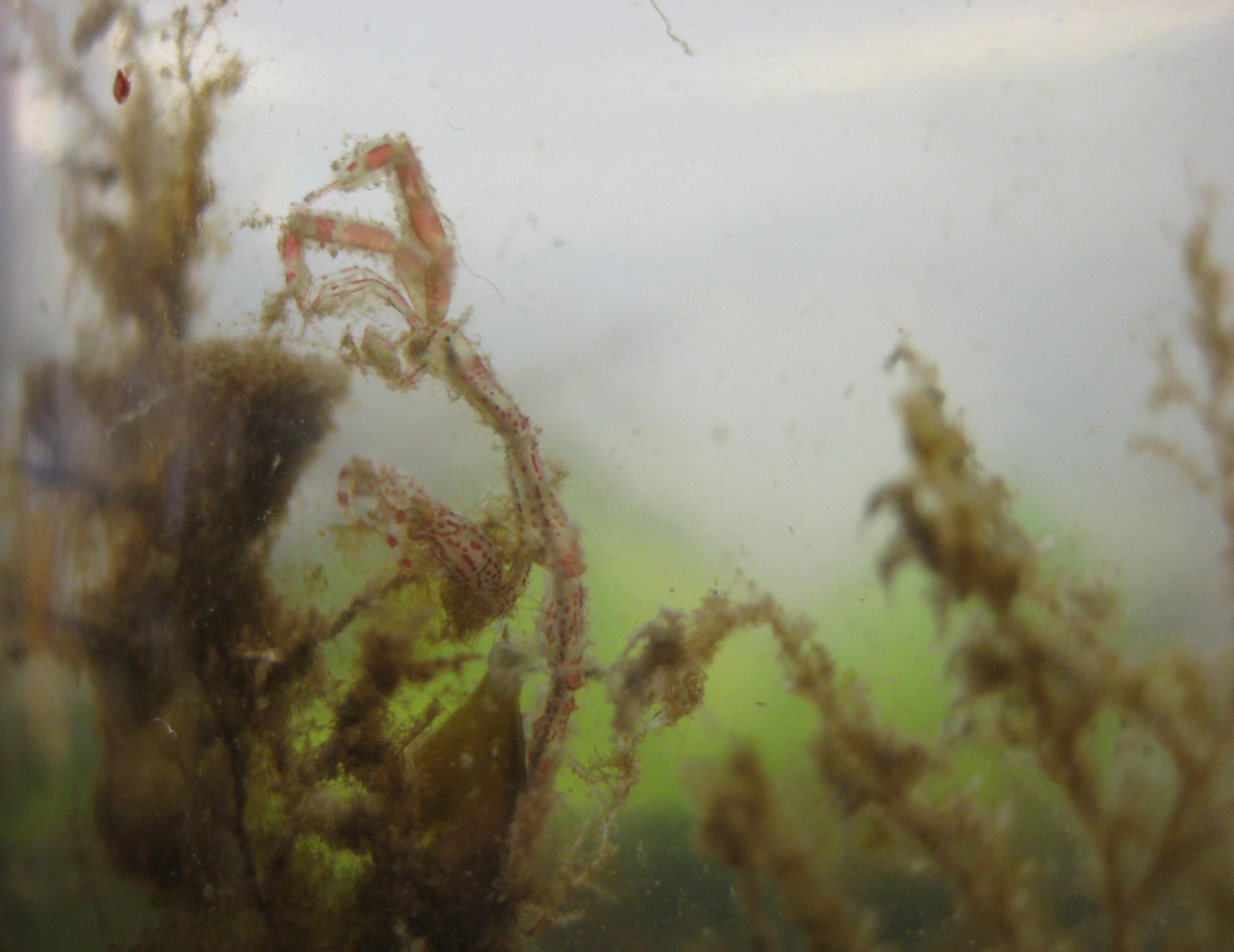